# A Sombra do Arco-Íris
A Sombra do Arco-Íris é um livro de 1941 dos gêneros romance infanto-juvenil e contos orientais de autoria de Malba Tahan. A obra é dividida em três volumes, onde estão incluídos contos de 870 poetas brasileiros e mais de 100 poetas estrangeiros, bem como um glossário de termos árabes e persas, de autoria do professor Ragy Basile, antigo membro da Academia Brasileira de Filosofia.
A obra - que, segundo o site dedicado à memória do autor é uma "novela oriental para adolescentes" - é a preferida do próprio escritor, que afirmou que foi a que "deu mais trabalho para escrever", mas que possui uma leitura "agradável e suave".

## Sinopse
milhares de poetas de todos os tempos. A Sombra do Arco-Íris é o livro do coração, a mais bela e discreta mensagem da criatura enamorada que busca expansão, reciprocidade e